# Trepidulus rosaceus
Trepidulus rosaceus är en insektsart som först beskrevs av Scudder, S.H. 1900.  Trepidulus rosaceus ingår i släktet Trepidulus och familjen gräshoppor. Inga underarter finns listade i Catalogue of Life.